# Alberto Pasquini
Alberto Rafael Pasquini López (n. Ciudad de Salta, 3 de marzo de 1893 - San Salvador de Jujuy, 9 de octubre de 1976) fue un ingeniero y político argentino, dirigente de la Unión Cívica Radical y la Unión Cívica Radical Antipersonalista, que ejerció como segundo vicegobernador de la provincia de Jujuy entre 1940 y 1942, secundando en fórmula a Raúl Bertrés.
La candidatura de Pasquini a la vicegobernación se debió a un pacto entre el radicalismo yrigoyenista y el antipersonalista para presentar una candidatura conjunta que contendiera contra el conservador Partido Popular en las elecciones de 1940. Pasquini ocupó también la presidencia de la Legislatura Provincial, desde donde impulsó la construcción de la Biblioteca Legislativa, la cual lleva su nombre desde el año 2001. Debió emprender la defensa de la agenda legislativa gubernativa ante la oposición del conservadurismo. Finalmente en enero de 1942, fue depuesto de su cargo con la intervención federal a la provincia.
Falleció a la edad de 83 años, en octubre de 1976.